# Chilochromis duponti
Chilochromis — монотиповий рід родини цихлові, складається лише з виду Chilochromis duponti Boulenger, 1902